# ميهماندار (ديزجرود الشرقي)
میهماندار (بالفارسية: مهماندار) هي قرية تقع في إيران في أذربيجان الشرقية. يقدر عدد سكانها بـ 1,090 نسمة .